# Козівський цукровий завод
Козівський цукровий завод — підприємство цукрової промисловості розташоване в смт. Козова Тернопільської області.

## Історія

### 1959—1991
Цукровий завод був побудований у відповідності до п'ятого п'ятирічного плану розвитку народного господарства СРСР в 1954—1959 рр. і введений до експлуатації в 1959 році. Загальна вартість підприємства склала 8,5 млн. карбованців. Проектна потужність заводу спочатку становила 1,5 тис. тонн цукрових буряків на добу. Перший цукор завод виробив 29 грудня 1959 року.
Устаткування (дифузори, вакуум-апарати і турбіна) і фахівці для будівництва заводу прибули з РРФСР, більшість будівельників становили мешканці Тернопільської області.
У 1968 році почалася реконструкція підприємства. Виробничі показники восьмого п'ятирічного плану розвитку народного господарства СРСР (1966—1970) завод виконав на 103,3 %.
У 1971 році на заводі були встановлені автоматичні лінії, що значно підвищило продуктивність праці.
У 1972 році завод виробив 240,9 тис. центнерів цукрового піску. У цей час чисельність працівників підприємства становила 786 осіб (46 чоловік інженерно-технічного персоналу і 740 робітників).
У 1975 році реконструкція заводу була завершена, після чого переробні потужності заводу склали 2,7 тис. тонн буряка на добу.
В цілому, за радянських часів завод був найбільшим підприємством райцентру.

### Після відновлення незалежності
Після відновлення незалежності України завод перейшов у підпорядкування Державного комітету харчової промисловості України. Надалі, державне підприємство було перетворено на відкрите акціонерне товариство.
У жовтні 1998 року разом з шістьма іншими цукровими заводами Тернопільської області Козівський цукровий завод був включений до складу київської компанії ВАТ «Тернопільський газопромисловий комплекс», але в 2003 році ці дії були визнані незаконними.
Пізніше підприємство було реорганізовано в товариство з обмеженою відповідальністю. У сезон цукроваріння 2007 року завод виробив 14200 тонн цукру.
У 2011—2014 рр. завод був знову реконструйований.
У січні 2017 року власником заводу стала німецька компанія «Pfeifer&Langen».

## Сучасний стан
Завод знаходиться у власності ТОВ «Радехівський цукор» (структурного підрозділу німецької компанії «Pfeifer&Langen»).
Площа підприємства становить 240 га, до нього підведені автомобільна дорога і залізничні під'їзні шляхи.
Основною продукцією є цукровий пісок, побічними продуктами — меляса і сірий буряковий жом.